# Standardiseringsorgan
Ett standardiseringsorgan är en organisation vars primära verksamhet är att utveckla, samordna, utfärda, ändra, återutgiva, tolka eller på annat sätt framställa tekniska standarder som ämnar tillgodose behoven hos berörda användare. 

Organisationerna har olika intresseområden och kan innefatta allt mellan steghöjd i våningstrappor, standarder inom elektronik, arbetsredskap, hushållsprodukter, vård och miljö etc.  

Huvudman för standardiseringen i Sverige är Sveriges Standardiseringsförbund som också ansvarar för det officiella registret över svensk standard. De tre organisationerna som, var och en inom sitt område, fastställer svensk standard är  SIS,  SEK och  ITS. 

Utanför Sverige finns bland annat standardiseringsorganen ISO,  IEC,  ITU,  CEN, CENELEC och  ETSI.